# Kamienica przy ulicy Studenckiej 27 w Krakowie
Kamienica przy ulicy Studenckiej 27 – zabytkowa kamienica znajdująca się w Krakowie, w dzielnicy I przy ulicy Studenckiej, na Piasku.
Kamienica została wzniesiona w latach 1894–1895 według projektu architektów Władysława Kaczmarskiego i Sławomira Odrzywolskiego.
1 lipca 1977 budynek został wpisany do rejestru zabytków. Znajduje się także w gminnej ewidencji zabytków.